# أداما تراوري (لاعب كرة قدم مواليد 1990)
أداما تراوري (بالفرنسية: Adama Traoré)‏ (مواليد 3 فبراير 1990) هو لاعب كرة قدم إيفواري يجيد اللعب في مركز الظهير الأيسر ، ويلعب أيضًا كقلب دفاع وجناح أيمن ، ويلعب حاليًا لنادي بازل السويسري.

## بطولات وإنجازات اللاعب

### بازل
- دوري السوبر السويسري: 2014–2015 ، 2015–2016

## وصلات خارجية
- أداما تراوري على موقع اتحاد تركيا (لاعب) (الإنجليزية)
- أداما تراوري على موقع قاعدة بيانات كرة القدم.إي يو (الإنجليزية)
- أداما تراوري على موقع ليكيب (الفرنسية)
- أداما تراوري على موقع ناشيونال فوتبول تيمز (الإنجليزية)
- أداما تراوري على موقع Soccerway.com (الإنجليزية)
- أداما تراوري على موقع عالم كرة القدم.نت (الإنجليزية)
- أداما تراوري على موقع كووورة

- Adama Traoré